# 제1대 버킹엄 공작 조지 빌리어스
제1대 버킹엄 공작 조지 빌리어스(George Villiers, 1st Duke of Buckingham, KG /ˈvɪlərz/[*], 1592년 8월 28일 ~ 1628년 8월 23일)는 잉글랜드의 제임스 1세의 총신이었다. 찰스 1세의 재위기간에도 권력의 정점에 있었으나, 암살당하였으며 영국 역사상 대표적인 간신으로 평가받는 인물이다. 청교도 혁명으로 1649년에 참수당한 찰스 1세의 정치를 망친 첫번째 장본인으로 꼽힌다.

## 생애

### 입신 출세
버킹엄은 소수측근 정치를 하던 선왕 제임스 1세의 측근으로 22세 때부터 출세가 시작되었다. 1618년부터 국왕 제임스 1세와 동성애를 하며 총애를 받았고 단숨에 초대 버킹엄 공작에 오르는 벼락출세를 하였다. 이는 1세기가 넘는 동안에 왕족 출신이 아닌자가 공작에 오른 일대 사건으로 비난이 이어졌다. 이후 권력을 독식하며 전횡을 일삼았다. 그 때문에 대중의 지탄을 받아왔지만 제임스 1세의 아들인 찰스 1세에 이르기까지 권세를 이어갔다.

### 찰스 1세와의 인연
찰스가 왕세자 신분으로 23살이 되던해인 1623년에 카톨릭 국가인 스페인 왕녀와의 정략결혼을 추진한적이 있다. 스페인과의 관계를 개선 하고자 추진하였으나 성공회를 국교로 하는 프로테스탄트 국가였던 잉글랜드의 여론은 냉담했고 왕세자 찰스도 거부하여 체면만 구긴 채 아무 실속 없이 백지화되었다. 찰스 1세는 즉위후 가톨릭 대국 프랑스의 국왕 앙리 4세의 딸, 앙리에타 마리와 혼인했다.
국내 여론과 의회의 반대를 무릅쓰고 진행된 두 차례의 혼인 협상은 모두 버킹엄 공작인 조지 빌리어스가 주도했다. 왕세자 시절 초기에 찰스 1세는 버킹엄 공작과의 관계가 원만하지 않았지만 갈수록 긴밀해졌다. 제임스 1세(재위1603-25)가 말년에 병을 얻으며 국정운영에 소홀하게 되자 부왕을 대신하여 이 두사람이 국사의 대부분을 처리했던 것이다.

### 카디스 습격 실패
1625년 잉글랜드의 찰스 1세가 스페인의 카디스 항구를 기습공격하였다. 측근인 버킹엄 공작이 기획하여 감행하였으나 잉글랜드 해군은 작전에 실패하고 말았다. 카디스는 스페인의 군수보급창이 있는 항구로서 기습공격을 통하여 스페인군의 전력손실을 가하려는 의도였다. 잉글랜드와 네덜란드의 군선 100 여척과 1만명이 동원된 대규모 작전이였으나 지휘관인 로버트 세실의 무능으로 인해 무려 7천의 사상자가 발생하였다. 재정적으로는 무려 25만 파운드가 소요되어(영국해군 일년예산의 1/2) 그렇지 않아도 어려운 왕실 재정을 더욱 궁핍하게 만들었다. 38년전 엘리자베스 1세때인 1587년, 드레이크가 감행하여 크게 성공을 거두었던 카디스 기습작전을 모방한 시도였다.

## 말년과 사망
카디스 습격 실패의 책임을 물어 1626년에 의회가 탄핵을 시도하였다. 그러나 찰스 1세가 의회를 해산하며 측근인 그를 보호하였으며 이때부터 찰스 1세와 의회의 불화는 본격적으로 시작되었다. 1628년 버킹엄 공작은 프랑스의 위그노들을 지원하기 위한 라로셀 원정을 실시했으나 무참히 패배하고 말았다. 선왕 시절 최고 실세였던 버킹엄 공작의 무리한 외교 정책들은 찰스 1세까지 이어졌으며 하나같이  실패의 연속이였다.
국민불안과 여론이 악화되던중 1628년 8월 23일 자택에서 암살 당하고 만다. 응접실에서 회랑으로 나오던중 육군중위 팰턴(Felton)이 휘두른 칼에 찔린 것이다. 그가 죽었다는 소식이 전해지자 런던시민들이 거리로 뛰쳐나와 만세를 불렀다고 한다. 찰스 1세는 궁전의 창문을 통해 런던 군중이 환희에 들끓고 암살자를 위해서 건배하는 것을 지켜보아야만 했다. 시신은 군중들로부터 치욕당하지 않도록 하기 위하여 비밀리에 매장되었다.